# Batillipes philippinensis
Espèce
Batillipes philippinensis est une espèce de tardigrades de la famille des Batillipedidae. 

## Distribution
Cette espèce se rencontre aux Philippines à Palawan dans la mer de Sulu et la mer de Chine méridionale, en  Corée du Sud dans la mer de Chine orientale et aux Maldives dans l'océan Indien,.

## Étymologie
Son nom d'espèce, composé de philippin[es] et du suffixe latin -ensis, « qui vit dans, qui habite », lui a été donné en référence au lieu de sa découverte, les Philippines.

## Publication originale
- Chang & Rho, 1997 : Two new marine tardigrades from Palawan Island, the Philippines. The Korean Journal of Biological Sciences, vol. 1, p. 419-423.